# Bandidus antestriatus
Bandidus antestriatus är en insektsart som beskrevs av Tim R. New 1985. Bandidus antestriatus ingår i släktet Bandidus och familjen myrlejonsländor. Inga underarter finns listade i Catalogue of Life.